# Union corse
L’Union Corse, ou bien Corsican Union ou Unione Corse, est le nom donné par la presse américaine à une puissante organisation secrète criminelle corse opérant à Marseille.
L'expression se réfère principalement aux clans corses du milieu marseillais qui organisaient la branche marseillaise de la French Connection, un trafic d'héroïne transcontinental entre la France et les États-Unis qui connaît son heure de gloire dans les années 1960 et 1970. D'après la plupart des chercheurs, l'existence d'une mafia corse structurée à la manière de la mafia italo-américaine, telle que décrite par certains journalistes américains au début des années 1970, ne correspond pas à la réalité de la situation de l'époque.

## Origine du terme
En 1972, un an après la sortie dans les salles américaines du film The French Connection, le magazine Time évoque l'existence à Marseille d'un syndicat du crime unifié composé d'une quinzaine de familles corses, à la manière des familles américaines de la mafia. L'hebdomadaire américain avance même que « pour l'extermination des informateurs, l'Union corse a la réputation d'être plus rapide et plus radicale que la mafia. » et qu'elle aurait « infiltré ses membres dans les services gouvernementaux. »

## Réalité
Si les clans corses de la French Connection ont bénéficié d'une relative impunité jusqu'aux années 1970, la plupart des policiers français et experts américains estime que l'existence d'une Union corse relève du fantasme journalistique. Il n'existe pas de mafia corse pyramidale avec un conseil d'administration unique infiltré dans les rouages de l'État. Il s'agit plutôt d'une « galaxie de clans séparés, tantôt alliés, tantôt ennemis, qui ont  profité de circonstances historiques particulières pour prendre leur essor et qui savent jouer d'une certaine capillarité avec l'appareil politique et administratif pour se protéger. »
La hiérarchie de cette multitude de réseaux est fondée « sur l'autorité et le prestige, le principe de vendettas (...).[Ils sont organisés] en familles concurrentes qui n'ont en commun que l'origine et le fait de s'associer occasionnellement pour réaliser une bonne affaire. »

## Dans la culture populaire
- L'Union corse apparaît dans le roman Chacal de Frederick Forsyth, ainsi que dans une aventure de James Bond, Au service secret de Sa Majesté écrit par Ian Fleming, et dans le film du même nom.

- Dans le film American Gangster de Ridley Scott, les gangsters corses de la French Connection sont soupçonnés d'avoir tenté d'assassiner Frank Lucas en raison de la concurrence qui leur était faite dans le trafic d'héroïne.